# 国安師親
国安 師親（くにやす もろちか）は、戦国時代から安土桃山時代にかけての武士。佐竹氏の家臣。

## 略歴
国安氏は佐竹師義を祖とする山入氏の庶流。初名を久行という。受領名は兵庫助次いで三河守。
慶長7年（1602年）、佐竹氏の秋田転封に子・師行と共に随行した。娘は同じく佐竹東家の臣である安島氏に嫁ぎ、安島采女を生む。なお、師親の子孫は佐竹東家の家臣となるという。

## 新調國安氏系図（源姓國安氏系図）
国安氏の系図は秋田県公文書館編『系図目録Ⅱ』に詳しい。なお、同系図は、文化4年（1808年）4月、国安兵馬師興の代に作成されたという。
国安三河守師親-国安師行-国安師次-国安師長－国安師通-国安師俊-国安師景-国安師定-国安師屋-国安師慶-国安兵馬師興